# Сейнт Джон (река)
Сейнт Джон (на английски: Saint John River) е река в североизточната част на САЩ (щата Мейн) и югоизточната част на Канада, провинция Ню Брънзуик, вливаща се в залива Фънди на Атлантическия океан. Дължината ѝ от 673 км ѝ отрежда 44-то място сред реките на Канада.

## Географска характеристика

### Извор, течение, устие
Река Сейнт Джон се образува в северозападната част на щата Мейн от сливането на реките Нортуест Бранч и Саутуест Бранч, водещи началото си от Апалачите. В горното си течение, до градчето Сейнт Франсис тече на североизток, след което постепенно завива на изток, а след това – на югоизток и в този си участък служи за граница между Канада и САЩ. В близост до канадския град Гранд Фолс реката навлиза изцяло в канадска територия (провинция Ню Брънзуик). В началото тече на юг, при град Удсток завива на изток, преминава през административния център на провинцията град Фредериктън, при езерото Гранд завива отново на юг и при град Сейнт Джон се влива в залива Фънди на Атлантическия океан.

### Водосборен басейн, притоци
Площта на водосборния басейн на Сейнт Джон е 55 200 km2, от които в Канада са 35 500 km2, а в САЩ – 19 700 km2.
Водосборният басейн на Сейнт Джон се простира на части от две канадски провинции Ню Брънзуик (около 60% от площта на провинцията) и Квебек (малък сектор в южната част на провинцията) и северната част на щата Мейн в САЩ.
На северозапад басейнът на Сейнт Джон граничи с басейните на малки реки, вливащи се в река Сейнт Лорънс, на североизток — с басейните на малки и къси реки Сен Морис, вливащи се в залива Сейн Лорънс, а на юг – с басейните на реките Кенебек и Пенобскот, вливащи се в залива Мейн на Атлантическия океан.
Основни притоци на Сейнт Джон са:
(→ ляв приток, ← десен приток, в скобите – дължина в км)
- → Нортуест Бранч (25)
- ← Саутуест Бранч (100)
- → Биг Блак Ривър
- → Литъл Блак Ривър
- ← Алагаш (105)
- → Сейнт Франсис (Сен Франсоа) (120)
- ← Фиш Ривър (112)
- → Мадаваска (48)
- → Грийн Ривър
- ← Арустук (180)
- → Тобик
- → Нашуак (113)
- ← Оромокто (42)
- → Салмон
- → Канаан
- → кенебекасис (97)

### Хидроложки показатели
Многогодишният среден дебит в устието на Сейнт Джон е 1130 m3/s. Максималният отток на реката е през месеците май и юни, а минималния през януари и февруари. Около два-три месеца в година реката замръзва.

## Селища
Долината на река Сейнт Джон е гъсто заселена, като тук възникват едни от първите селища на европейски преселници в днешната провинция Ню Брънзуик на Канада и щата Мейн на САЩ. Данните за населението са към 2011 г.
- Форт Кент (Мейн) – 4097 души;
- Мадаваска (Мейн) – 4035 души;
- Едмъндстоун (Ню Брънзуик) – 16 032 души;
- Ван Бурен (Мейн) – 2171 души;
- Сейнт Ленард (Ню Брънзуик) – 1343 души;
- Гранд Фолс (Ню Брънзуик) – 5706 души; В града се намира и красивия едноименен водопад на реката
- Удсток (Ню Брънзуик) – 5254 души;
- Фредериктън (Ню Брънзуик) – 56 224 души;
- Сейнт Джон (Ню Брънзуик) – 70 063 души;

## История и стопанско значение
Долното течение на реката за първи път е посетено и изследвано през юни и юли 1604 г. от известния френски изследовател на Канада и басейна на река Сейнт Лорънс Самюел дьо Шамплен, който на 24 юни 1604 г. навлиза в устието ѝ и я назовава в чест на Йоан Кръстител (Свети Йоан, Сейнт Джон).
През 17-и и 18-и век по долното и средно течение на реката се заселват множество, главно френски преселници в основаната по това време френска колония Акадия. През 1759 г. почти целият басейн на реката е завладян от британските войски, като през 1784 г. тази територия е включена в новообразуваната английска колония Ню Брънзуик.
През 18-и и 19-и век, преди ерата на жп линиите, Сейнт Джон е важна транспортна артерия, а гъстите и необятни гори в басейна ѝ са предпоставка за развитие на дърводобива и дървопреработването. Официалната граница между британските и американските владения е определена от договора Уебстър – Ашбъртън от 9 август 1842 г.
През 1950-те и 1960-те години от транспортен коридор реката се превръща в основен източник за производство на евтина електроенергия, когато на 46°32′31″ с. ш. 67°40′10″ з. д. / 46.541944° с. ш. 67.669444° з. д. и 45°57′03″ с. ш. 66°52′16″ з. д. / 45.950833° с. ш. 66.871111° з. д. са изградени язовирните стени „Бийчуд“ и „Мактакуак“, в основата на които действат големи ВЕЦ-ове. През последните 20 – 30 години все по-голямо значение придобива туризмът по и около реката.